# D.I.T.C. Presents Wild Life Entertainment
Albums de D.I.T.C.
The Official Version
(2000) Rare & Unreleased, Vol. 1
(2007)
D.I.T.C. Presents Wild Life Entertainment est un EP du collectif de rap D.I.T.C., sorti le 14 juin 2001.

## Liste des titres
| No  | Titre                         | Interprète(s)             | Durée |
| --- | ----------------------------- | ------------------------- | ----- |
| 1.  | Hold It Down (Main)           | Party Arty, A Bless, A.G. |       |
| 2.  | Bad Reputation (Main)         | A Bless, O.C., Party Arty |       |
| 3.  | That's Bless (Main)           | A Bless                   |       |
| 4.  | Best Behaviour (Main)         | Big Pun, Fat Joe          |       |
| 5.  | Hold It Down (Clean)          | Party Arty, A Bless, A.G. |       |
| 6.  | That's Bless (Clean)          | A Bless                   |       |
| 7.  | Best Behaviour (Clean)        | Big Pun, Fat Joe          |       |
| 9.  | Hold It Down (Instrumental)   |                           |       |
| 10. | Bad Reputation (Instrumental) |                           |       |
| 11. | That's Bless (Instrumental)   |                           |       |
| 12. | Best Behaviour (Instrumental) |                           |       |